# J. J. Arcega-Whiteside
José Joaquín „J. J.“ Arcega-Whiteside (geboren am 31. Dezember 1996 in Utebo, Spanien) ist ein spanisch-US-amerikanischer American-Football-Spieler auf der Position des Wide Receivers. Er spielte College Football für die Stanford University und stand zuletzt bei den Atlanta Falcons in der National Football League (NFL) unter Vertrag. Arcega-Whiteside spielte drei Jahre lang für die Philadelphia Eagles, die ihn in der zweiten Runde des NFL Draft 2019 ausgewählt hatten.

## Frühe Jahre
Arcega-Whiteside wurde im spanischen Utebo geboren. Seine Eltern waren professionelle Basketballspieler. Als Arcega-Whiteside sechs Jahre alt war, zog die Familie nach South Carolina. Dort besuchte Arcega-Whiteside die Dorman High School in Roebuck. Neben Football spielte er auch Basketball und war als Sprinter aktiv.

## College
Von 2015 bis 2018 spielte er Football am College für die Stanford Cardinal in der NCAA Division I FBS.
Insgesamt fing er in vier Jahren 135 Bälle für 2219 Yards und schaffte dabei 28 Touchdowns. Mit vierzehn Touchdowns 2018 egalisierte er den Rekord an seinem College. Bei der Wahl zum Fred Biletnikoff Award war Arcega-Whiteside Halbfinalist.

## NFL
Arcega-Whiteside wurde im NFL Draft 2019 in der 2. Runde an insgesamt 57. Stelle von den Philadelphia Eagles ausgewählt. Damit ist er der erste Spanier, der in einem NFL Draft ausgewählt wurde. Bei der Niederlage gegen die Detroit Lions in Woche 4 glitt ihm ein Pass zu einem möglicherweise spielentscheidenden Touchdown durch die Finger. Am 13. Spieltag fing Arcega-Whiteside im Spiel gegen die Miami Dolphins seinen ersten Touchdownpass in der NFL. Insgesamt blieb er in seiner Rookiesaison blass und fing lediglich zehn Pässe für 169 Yards und einen Touchdown, während er bei 42 % der offensiven Snaps der Eagles in sechzehn Spielen auf dem Feld stand.
Am 6. Spieltag der Saison 2020 konnte Arcega-Whiteside gegen die Baltimore Ravens einen Fumble seines Mitspielers Miles Sanders für einen Touchdown sichern. Er kam 2020 kaum zum Einsatz, ab dem 9. Spieltag stand er acht Wochen lang nicht auf dem Feld.
In der Saison 2021 spielte Arcega-Whiteside weiterhin kaum eine Rolle, er fing lediglich zwei Pässe für 36 Yards. Am letzten Spieltag ließ er einen einfachen Touchdownpass fallen und verschuldete eine Interception, als er einen weiteren Pass nicht fangen konnte.
In der Vorbereitung auf die Saison 2022 wechselte Arcega-Whiteside auf die Position des Tight Ends. Aufgrund geringer Aussichten, dass Arcega-Whiteside für den Kader für die Regular Season berücksichtigt werden würde, gaben die Eagles ihn am 15. August 2022 im Austausch gegen Defensive Back Ugo Amadi an die Seattle Seahawks ab. Er wurde nicht für den 53-Mann-Kader berücksichtigt, aber in den Practice Squad aufgenommen. Am 1. November 2022 wurde er aus dem Practice Squad entlassen.
Am 22. Mai 2023 nahmen die Atlanta Falcons Arcega-Whiteside unter Vertrag. Im Rahmen der Kaderverkleinerung auf 53 Spieler wurde er Ende August vor Beginn der Regular Season entlassen.

### NFL-Statistiken
| 2019                               | Philadelphia Eagles | 16 | 5 | 10 | 169 | 16,9 | 30 | 1 | 0 | 0 |
| 2020                               | Philadelphia Eagles | 8  | 0 | 4  | 85  | 21,3 | 37 | 1 | 0 | 0 |
| 2021                               | Philadelphia Eagles | 16 | 2 | 2  | 36  | 18,0 | 23 | 0 | 0 | 0 |
| Total                              | Total               | 40 | 7 | 16 | 290 | 18,1 | 37 | 2 | 0 | 0 |
| Quelle: pro-football-reference.com |                     |    |   |    |     |      |    |   |   |   |